# コーナー・オブ・ジ・アース
『コーナー・オブ・ジ・アース』 (Corner of the Earth)はジャミロクワイの楽曲。2001年のアルバム「ファンク・オデッセイ」でリリースされ、2002年にシングルカットされた。

## 概要
- リーダーでありボーカルのジェイ・ケイが1991年にデビュー曲を書いた時は悪化する地球環境への怒りにも似た感情を歌詞にしていたが、それから10年が経ち、2001年のケイは地球を穏やかな目で見て享受しているかのような歌詞を書いており、対比的な様子が話題になった。
- 1780年に造園家ハンフリー・レプトンによってデザインされた自宅の庭園で過ごす時間がこの曲のインスピレーションになったと作詞したケイが語った[1]。
- 1999年の楽曲「キング・フォー・ア・デイ」を作成する際、ケイは作曲家サイモン・ヘイルが行った弦楽器のアレンジを気に入っていたため、本楽曲では再びヘイルと組みオーケストラの作曲をした[2]。「キング・フォー・ア・デイ」では12人編成のオーケストラでレコーディングしたが、本楽曲ではもっと音に幅を持たせるため弦楽器や金管楽器の種類を多くし、32人編成オーケストラを用意した。人数が多いためケイの自宅音楽スタジオではなく外部のスタジオを借りて収録した[2]。

- この曲は流行り路線ではないがシングルカットしてリリースされており、ミュージックビデオではアメリカ先住民の風貌で動物と戯れているため、(他の曲はポップ路線になった一方で)この曲からはジャミロクワイの原点や意志を感じられるとの評価もあった。
- 日本での発売はイギリスより3ヶ月遅かった[3]。

## ミュージックビデオ
- 2002年4月11日、南アフリカのケープタウン南部にあるトカイ国立公園（英語版）の森で撮影された[4]。人工の雪(羽毛)を使って南アフリカの森をアラスカのように見せる準備をした後、撮影は午後3時から10時半まで行われた。雪(羽毛)と焚き火を使う計画であったため、それらに驚かずに撮影できる犬の選択や撮影監修が同年3月31日から現地の犬ぞり学校とアニマル・ラングラー(撮影する動物の管理や世話を専門とする職業の人)の協力の下で行われた。
- ケイは大きめのウォーボンネットを被る予定であったため、撮影の4日前の4月7日に実際のウォーボンネットを被って犬たちと数時間を過ごし、慣れてもらった[4]。他にも犬が人工雪(羽毛)や焚き火に慣れる日も設けられた。
- 岩の上で映るメインの犬はアラスカン・マラミュートのメスである[4]。複数の犬と共に走るシーンの中にはオオカミとシベリアン・ハスキーのミックス犬もいる。

## 売上ランキング
| 国別チャート(2002)           | 最高順位 |
| ---------------------------- | -------- |
| Australia (ARIA)             | 52       |
| イタリア (FIMI)              | 21       |
| スイス (Schweizer Hitparade) | 94       |
| UK シングルス (OCC)          | 31       |

## トラック・リスト
日本盤CDシングル
1. Corner Of The Earth
2. Main Vein (Knee Deep Classic Mix)
3. Main Vein (Deep Swing’s Jazzy Thumper Mix)
4. Titan (Live at Telewest Arena)